# Björn Bernadotte

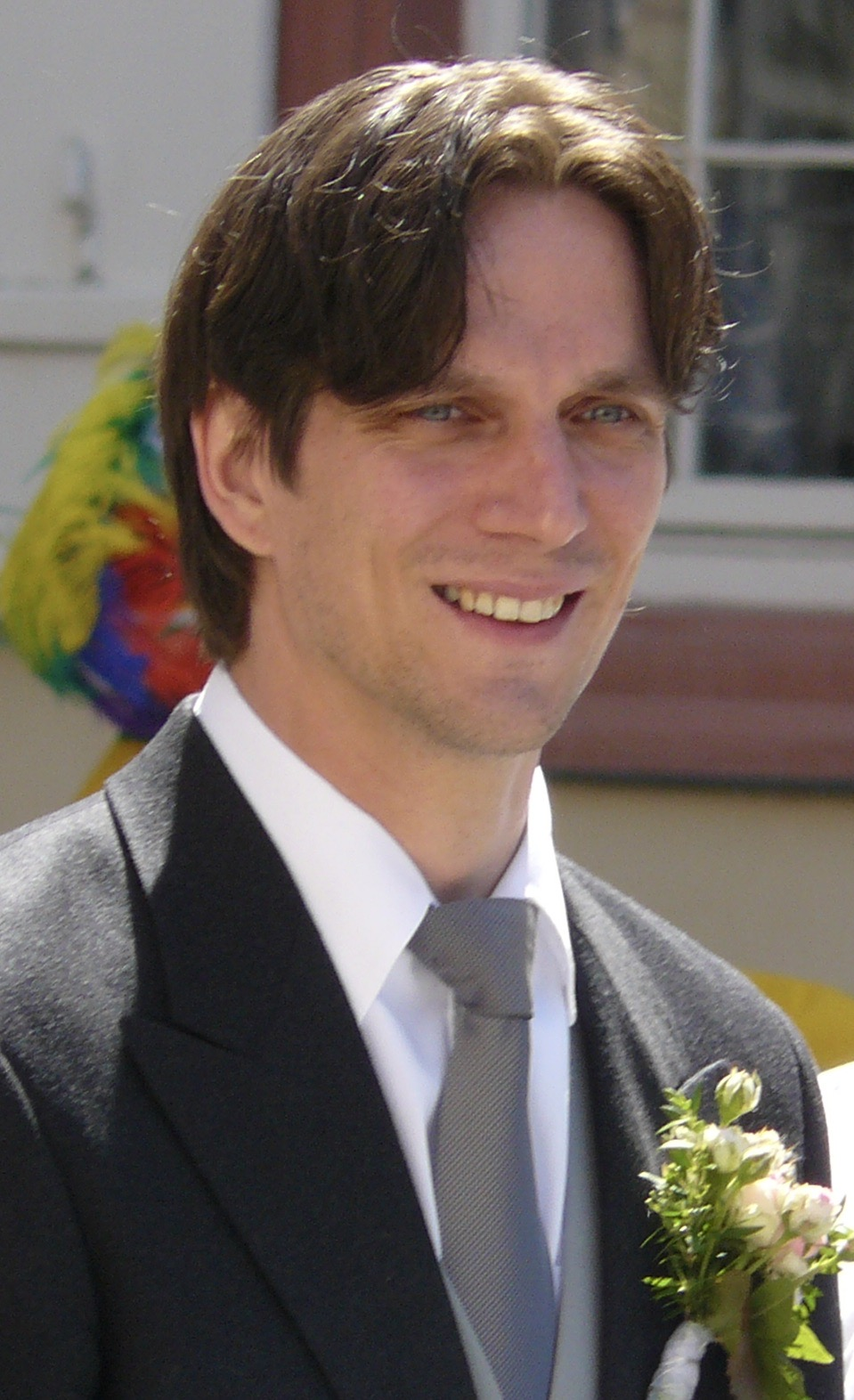
Björn Bernadotte am 7. Mai 2009, dem Tag seiner Hochzeit

Björn Wilhelm Bernadotte, Graf af (von) Wisborg (* 13. Juni 1975 in Scherzingen, Schweiz) ist ehrenamtlicher Geschäftsführer der Lennart-Bernadotte-Stiftung, in deren Besitz sich die Blumeninsel Mainau (Baden-Württemberg) befindet.

## Leben
Björn Bernadotte ist das zweite der fünf Kinder, die der Ehe von Lennart Bernadotte († 2004) mit Sonja Haunz († 2008) entstammen. 

### Studium und Beruf
Bernadotte besuchte die Rudolf Steiner Schule Kreuzlingen Konstanz und hätte als ältester Sohn die Mainau übernehmen sollen. Nach Praktikumsjahren in Parks, Gärten, Forstwirtschaft und Fremdenverkehr entschloss er sich, seinem Interesse an sozialer Arbeit nachzugehen und studierte Sozialpädagogik an der Pädagogischen Hochschule in Rorschach in der Schweiz. Seine Bachelorarbeit schloss er im Sommersemester 2006 unter dem Titel WWW.SOZ-PÄDIMNETZ.COM: Chance, Risiken und Grenzen von Internetberatung ab. Zudem absolvierte er eine Ausbildung am Institut für kaufmännische und berufliche Bildung. Zusammen mit dem Physiotherapeuten Edwin Arnold gründete er das Unternehmen Mainau Aktiv. Dort bietet er Seminare für Manager in Kommunikation, Teambildung und Gesundheit an. Des Weiteren ist er Präsident der Mainau Akademie, eines Fortbildungszentrums für Natur und Umwelt.
Bernadotte ist seit Januar 2007 geschäftsführendes Vorstandsmitglied der Lennart-Bernadotte-Stiftung. Seine ältere Schwester Bettina Bernadotte übernahm 2007 die operative Leitung der Touristenattraktion am Bodensee. Beide sind vertretungsberechtigte Geschäftsführer der Mainau GmbH.
Bernadotte ist Gründungsmitglied des Europäischen Kulturforums Mainau und Gärtnern für alle.

### Ehe
Björn Bernadotte lernte in seiner Studienzeit die in der Schweiz aufgewachsene Österreicherin Sandra Angerer (* 1977 in St. Gallen) kennen und verlobte sich im Juni 2008 mit ihr. Seit Juli 2007 ist sie Geschäftsführerin von Gärtnern für Alle e. V., Leiterin der Grünen Schule Mainau, die junge Lernbehinderte auf das Arbeitsleben vorbereitet, und des L-Punktes Umweltbildung auf der Insel Mainau. 
Die Trauung fand am 7. Mai 2009 in der Schlosskirche der Insel Mainau statt. Zu den Feierlichkeiten kamen Königin Silvia von Schweden und Kronprinzessin Victoria. Der Hochzeitstermin war mit Bedacht gewählt: Sonja Bernadotte wäre am 7. Mai 65 Jahre alt geworden. Am 8. Mai wäre Björns Vater, Graf Lennart Bernadotte, 100 Jahre alt geworden.
Das Ehepaar lebte im Barockschloss auf der Insel. Im November 2018 wurde die Trennung des Paares bekannt gegeben.